# Боосфельд, Иоахим
Иоахим Боосфельд (1 июня 1922 — 19 июня 2015) — немецкий офицер, участник Второй мировой войны.

## Биография
Родился в Ахене. После того как он окончил школу в 1939 году, в возрасте 17 лет он вступил в СС (номер 362 256). Окончил школу унтер-офицеров СС.
В мае 1941 года он был рекомендован к обучению на офицера и отправлен в юнкерскую школу СС, которую окончил в декабре 1941 года. Затем он был отправлен в 1-й кавалерийский полк СС в качестве командира взвода, а позже служил адъютантом командира батальона.
Его полк принимал участие в операции «Барбаросса», оказавшись к январю 1942 года на окраине Москвы. Участвовал в тяжелых боях вокруг озера Ильмень и Ржева, где он заработал репутацию хорошего командира.
В мае 1942 года переведен инструктором кавалерийской школы СС в Брауншвейге. В ноябре 1943 года повышен в звании до оберштурмфюрера и вернулся на Восточный фронт с назначением в переформированную 8-ю кавалерийскую дивизию СС «Флориан Гайер».
С декабря 1943 года он получил в командование 4-й эскадрон 16 кавалерийского полка СС и участвовал в боевых действиях в Румынии и Венгрии.
В ноябре 1944 года, вместе с остальными частями дивизии, участвовал в битве за Будапешт. Участвовал в защите деревни Весце и контратаках на деревни Куралю и Теребес. За храбрость он был награждён Немецким крестом в золоте.
В конце декабря его эскадрон был расположен в Будапеште для защиты поля для гольфа у Швабских гор, которое было единственным местом, где могли приземляться самолёты люфтваффе.
15 октября 1944 года он был ранен в пятку, но остался командовать эскадроном, который защищал кладбище Фискасрети. 11 февраля 1945 года был отдан приказ о попытке вырваться из окружения в Будапеште. С небольшой группой солдат Боосфельд смог выйти к новой немецкой линии фронта к 14 февраля.
Вскоре после этого 21 февраля вместе с Германом Маринггеле Боосфельду было приказано явиться в Берлин, где он был награждён Рыцарским Крестом лично Адольфом Гитлером с присвоением звания гауптштурмфюрера и награждением знаком за ближний бой в золоте за 57 дней боёв. Затем он вернулся в кавалерийскую школу СС в Геттингене, где был захвачен в плен при продвижении союзных войск.
В 1956 году Иоахим Боосфельд был одним из немногих бывших офицеров войск СС, поступивших в армию бундесвера с восстановлением в звании капитана. Он присутствовал на одном из первых курсов офицеров между 1956 и 1959 годами. В звании майора он служил в штате новой 11-й мотопехотной дивизии в Ольденбурге.
В 1970 году он был заместителем командующего 1-й механизированной бригады, а в 1972 переехал в Бонн для службы в Генеральном штабе.
Он уволился из армии в звании полковника 30 сентября 1981 года.